# 歴史国道
歴史国道（れきしこくどう）とは、歴史上重要な幹線道路として利用され、歴史的・文化的価値を有する道路として国土交通省（建設省）が選定した道路である
。

## 概要
国土交通省による歴史国道の定義は、一里塚、関所、並木、宿場などの歴史的な面影を残していて、文献などによって歴史的評価が定まっている道を指す。さらに選定の基準として、かつて人や物資が往来した形跡が残されていて、将来にわたってそれら歴史的価値のある文化財や遺構を守り保護していきながら、新しい文化や情報も往来する道路としていくことが求められている。
日本の道路は、明治時代に自動車が登場して以来、自動車交通に耐えられる道路づくりの行政が行われてきたため、旧街道筋に植えられていた並木は伐採されたり、一里塚や道標が次々と撤去されて道路拡幅が行われてきた。そのため、かつて人々や物資の往来で文化がもたらされた旧街道は、大部分が姿を消していった。このような背景から、一部で残された旧街道を貴重な文化遺産だとして保存していこうという動きが起こり、歴史上の重要な役割をはたしてきた幹線道路で、往時の面影をとどめている道路を歴史国道に指定して、国土交通省が中心になって、復元整備に取り組んでいる。
歴史国道を通じて、道の果たしてきた役割を見なおして、道の文化や歴史を知ってもらうことを目的として、また、その当時のたたずまいを後世に残すという意図もあるため、アスファルト舗装をはがして石畳舗装などに戻したり、電線共同溝を整備して電線を地中化して電柱を無くし、道標を復元するなどの整備が行われている。

### 選定基準
江戸時代以前に、広域的な道路ネットワークを形成していた道路の一部だったなど、地域間交流に重要な役割を果たしてきた道路であることが条件となっている。さらに、街道が残されているとともに、地元が歴史や文化を生かした地域活動の構想をしっかり持っており、国が行う整備に合わせて様々な行事を開くなど、地域活性化の発信基地となることが必要な要件となっていて、次のような選定の基準がある。
- 地域において歴史・文化を活かした地域づくりの整備構想などがあり、地域の活性化に資するものであること。
- 文献などで歴史的な評価が定まっており、原則として江戸時代以前において広域的なネットワークを形成していた道路の一部であること。
- 地域間の交流に重要な役割を果たしていたことが明らかであること。
- 一里塚、関所、並木、宿場などの歴史的な面影を一定の延長以上にわたって残していること。

## 歴史国道一覧
歴史国道は、赤松並木の美しさで定評がある函館市郊外の赤松街道（北海道・国道5号）、中山道の妻籠宿と馬籠宿（長野県）、鯖街道の別名で知られる若狭街道の熊川宿（福井県）、日本最古の官道で知られる竹内街道（大阪府）、国頭方西海道（沖縄）など全国24箇所が指定されており、1995年（平成7年）6月に12箇所、1996年（平成8年）3月に12箇所選定されている。
北陸道の倶利伽羅峠、中山道の妻籠宿・馬籠宿、山陰の石見銀山街道、四国の梼原街道などは、文化庁が選定した「歴史の道百選」とも共通するが、それらは「文化的価値のある道」という認識で共通しているためである。

### 北海道
- 赤松街道（札幌本道） - 1996年（平成8年）3月認定[9]
国道5号函館市桔梗町から七飯町字峠下までの区間、14.3 キロメートル (km) 。かつて札幌本道とよばれた日本における最初の西洋馬車道の一部で「赤松の並木」で知られる[9]。この赤松は、箱館奉行所組頭の栗本瀬兵衛が佐渡から赤松の種子を取り寄せ五稜郭周辺に植樹したもので、その後、明治天皇の行幸を記念して札幌本道に移植したもの。1986年（昭和61年）には、日本の道100選にも選ばれた[10]。

### 東北地方整備局管内
- 奥州街道（七戸）松並木（青森県上北郡七戸町） - 1996年（平成8年）3月認定 [11]
国道4号の一部[12]。奥州街道（七戸）松並木は、七戸町内の延長1.6 km区間の松並木が保存され歴史的景観をとどめていることから選定されたもの[11]。
- 羽州街道 楢下宿（山形県上山市）
主要地方道上山七ヶ宿線、市道楢下宿線の一部[12]。
- 浜街道 木戸宿（福島県楢葉町）[13]
県道小塙上郡山線の一部[12]。

### 関東地方整備局管内
- 三国街道 須川宿（群馬県みなかみ町） - 1996年（平成8年）3月認定 [14]
主要地方道中之条湯河原線、町道須川笠原線の一部[12]。
- 中山道 追分宿（長野県軽井沢町）[15]
国道18号、町道追分村中線の一部[12]。

### 北陸地方整備局管内
- 北国街道 出雲崎宿（新潟県出雲崎町） - 1996年（平成8年）3月認定[16]
国道352号と町道海岸線の一部[12]。北国街道は佐渡と江戸を結ぶ重要な交通路。出雲崎町は、幕府の天領として栄え、現在も妻入りの町並みが残り当時の風情を残している。
- 北陸道 倶利伽羅峠（富山県小矢部市 - 石川県河北郡津幡町） - 1995年（平成7年）6月認定 
市道埴生倶利伽羅線の一部で、倶利伽羅峠を含む小矢部市桜町から津幡町までの12.8 km区間[9][12]。北陸道は、畿内と日本海側中部を結ぶ重要な路線で、平安時代末期には倶利伽羅峠で源氏と平家が合戦を行い「火牛の計」の作戦が行われたことで知られている。また、江戸時代には加賀藩の参勤交代の街道として利用された。1996年（平成8年）11月には、文化庁の歴史の道百選にも選ばれた[17]。

### 中部地方整備局管内
- 東海道 岩渕間宿〜蒲原宿〜由比宿（静岡県富士市 - 静岡市清水区）
県道富士由比線と富士市道横町坂線の一部[12]。
- 東海道 藤川宿（愛知県岡崎市） - 1996年（平成8年）3月認定[18]
県道市場福岡線と岡崎市道藤川1号線の一部[12]。
- 東海道 関宿（三重県亀山市） - 1995年（平成7年）6月認定
亀山市道地蔵院小野線と亀山市道地蔵院西ノ口線の一部[12]。1984年（昭和59年）に国の重要伝統的建造物群保存地区に選定され、2005年（平成17年）には国土交通省の手づくり郷土賞大賞部門を受賞している[19]。1996年（平成8年）11月には、文化庁の歴史の道百選にも選ばれた[20]。
- 中山道 妻籠宿・馬籠宿・落合宿（岐阜県中津川市、長野県南木曽町）
主要地方道中津川南木曽線と南木曽町道妻籠町中線の一部[12]。

### 近畿地方整備局管内
- 若狭街道 熊川宿（福井県若狭町） - 1996年（平成8年）3月認定[21]。
国道303号と県道河内熊川線の一部[12]。若狭街道は、若狭小浜から京都までに続く街道で、主に海産物が運ばれた。そのなかでも特に鯖の人気が高かったこともあり鯖街道ともよばれた。熊川宿は、交通上、軍事上重要な土地であることから、諸役が免除され宿場町へ発展した[22]。1996年（平成8年）7月には、国の重要伝統的建造物群保存地区にも選ばれた[21]。
- 竹内街道 竹内峠（大阪府太子町、奈良県葛城市） - 1995年（平成7年）6月認定
国道166号の一部[12]。竹内街道は、日本書紀に613年　難波より京（飛鳥京）に至る大道を置く　と記されている日本最古の国道であり、江戸時代には、伊勢詣での道として利用された。太子町春日から當麻町の区間が歴史国道に認定されている[23]。
- 熊野古道 中辺路（和歌山県田辺市中辺路町）
国道311号の一部[12]。

### 中国地方整備局管内
- 出雲街道 新庄宿[24]（岡山県新庄村）
村道町中線と村道中山線の一部[12]。
- 石見銀山街道[25] 上下宿（広島県府中市上下町）
市道辰の口切田尻線と市道陣屋翁線、市道駅栄線の一部[12]。
- 石見銀山街道 天領石見銀山（島根県大田市）
主要地方道仁摩邑南線と大田市道大森市街線の一部[12]。

### 四国地方整備局管内
- 撫養街道（徳島県美馬市脇町）
撫養街道は、吉野川流域を東西に結ぶ四国東部の重要な路線で、海運の玄関口だった撫養（現徳島県鳴門市）から吉野川北岸を通り、阿波池田を経由し愛媛県川之江市を結んでいた。街道沿いの脇町は江戸・明治時代には阿波藍と繭の集散地として栄え、うだつをあげた町屋などの歴史的風致が残されている[26]。

- 梼原街道（高知県梼原町)

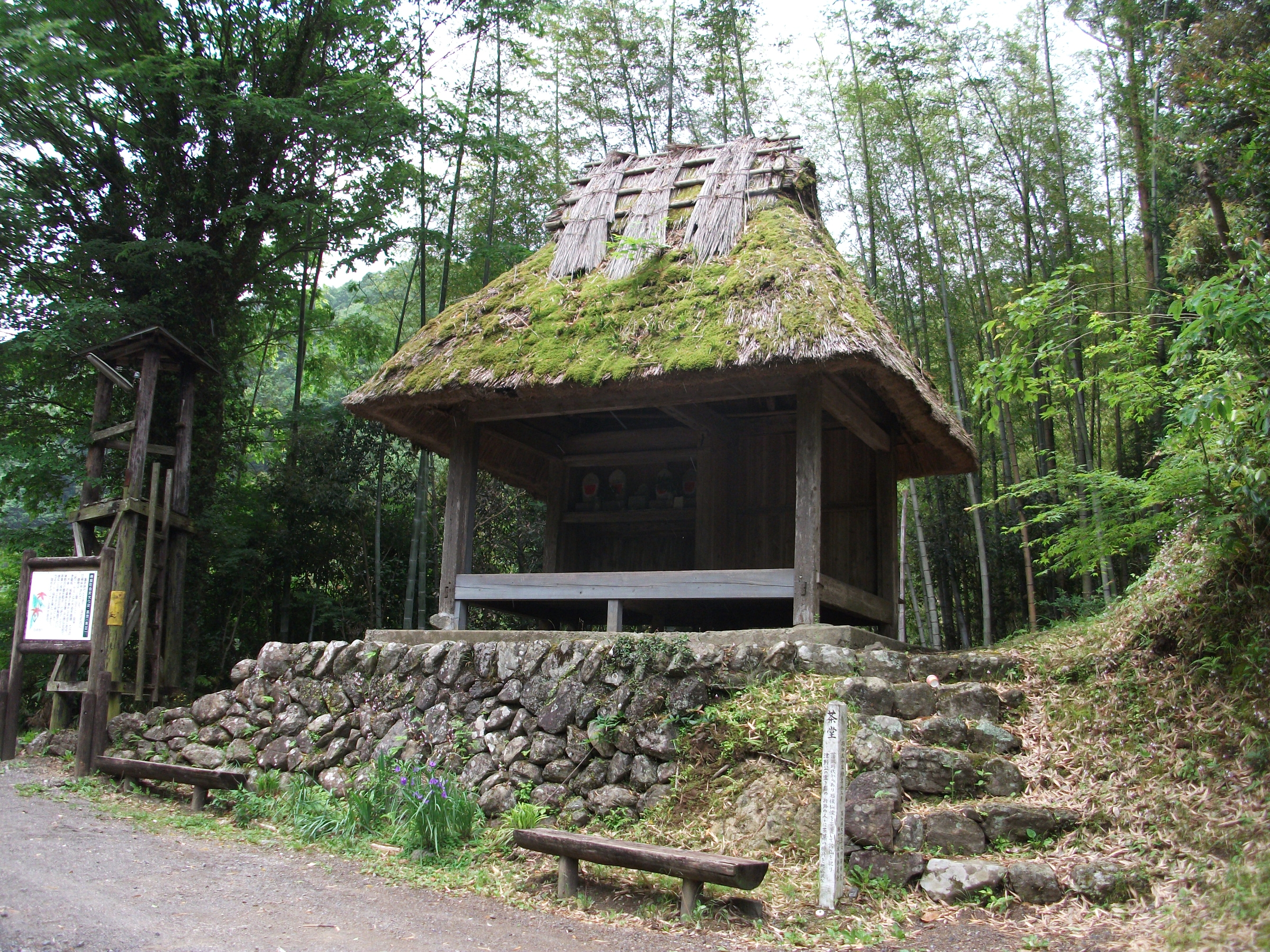
化粧坂の茶堂（2013年6月）

町道梼原野越線の一部[12]。梼原街道は、土佐と伊予を結ぶ重要な路線として古来より栄え、幕末には、坂本龍馬などの志士達が脱藩した道として知られる。この街道沿いにある「茶堂」と呼ばれる建物は、藩政時代に建立され、情報交換や社交の場としての役割をはたしていた。1986年（昭和61年）には、維新の道として日本の道百選に選ばれた[27]。

### 九州地方整備局管内
- 日田往還（大分県日田市）
国道212号と日田市道、里道の一部[12]。日田往還は、江戸時代に日田が天領として九州の政治経済の中心的存在であった際に、豊後、豊前などの6か国を結ぶ街道の一つとしてつくられたもの[6]。
- 長崎街道 日見峠（長崎県長崎市） - 1996年（平成8年）3月認定
長崎市道芒塚町本河内町1号線と同市道芒塚町2号線、同3号線、同市道本河内町4号線、里道の一部[12]。長崎街道は、江戸時代に長崎から小倉を結んだ重要な路線。特に往事の名残が残る日見峠は西の箱根とよばれた[28]。
- 薩摩街道 大口筋（白銀坂）（鹿児島県姶良市 - 鹿児島県鹿児島市）
国道10号の一部[12]。

### 沖縄県
- 国頭方西海道 仲泊地区[29]（沖縄県恩納村）
国道58号と県道6号の一部[12]。国頭方西海道は、首里城を起点に読谷、名護を経由し本部半島の今帰仁番所を終点とする宿道で、仲泊地区は中休みをする場所でその名がついたと言われている。